# Pavel Trtílek
Pavel Trtílek (* 6. září 1977 Brno) je český dramatik, prozaik a pedagog Divadelní fakulty JAMU. Jeho divadelní hry jsou uváděny českými i zahraničními divadly. V roce 2013 vyšel jeho prozaický debut Poslední kniha.
V roce 2002 vystudoval divadelní dramaturgii na Divadelní fakultě Janáčkovy akademie múzických umění v Brně. Od roku 2007 působí jako této fakultě jako pedagog v ateliéru dramaturgie a režie.
Je držitelem několika mezinárodních ocenění: Za hru Poslední večeře obdržel v roce 2004 v dramatické soutěži Cenu Alfréda Radoka, hry Špína, Můj krásný svět a Večer umělců se umístily ve finále této soutěže. Za hru Pět set milionů Číňanů míří na západ hledat si nevěsty získal roku 2010 italskou cenu Lago Gerundo v kategorii současné evropské drama. V roce 2011 v divadle Husa na provázku převzal Cenu Konstantina Trepleva za hru Večer umělců. Hra Sestřičky zvítězila v roce 2012 na festivalu současné evropské dramatiky Les Eurotopiques ve francouzském Lille. V roce 2014 získal za hru Bezesná noc slovenské ocenění Dráma 2013 za nejlepší původní slovenskou a českou hru. Dramatický text Hamlet on the Road získal v roce 2021 obě hlavní ceny na mezinárodním festivalu Spotkania na 27. Międzynarodowy Festiwal Teatru Lalek (hlavní cena poroty "Grand Prix" a také cena diváků) a v roce 2022 na mezinárodním festivalu shakespearovských dramat Festiwal Szekspirowski w Gdańsku, kde Hamlet on the Road získal ocenění Prosperova kniha udělované Polskou Shakespearovskou společností za nejzajímavější scénické zpracování děl Williama Shakespeara (tato cena byla udělena v rámci festivalu historicky poprvé).

## Tvorba

### Próza
- Poslední kniha (2013, Větrné mlýny)

### Divadelní hry
- Romeo, Julie smog a hluk (2000)
- Višňový smrad (2000, adaptace)
- Strašlivá pravda vo babičce naší paní Božky Němcový (2001, persifláž)
- Čingischán (2002)
- Zabiju tě sekerou! (2002)
- Poslední večeře (2003)
- Átreovci (2004)
- Můj krásný svět – spoluautor Jan Krupa (2005)
- Pět set milionů Číňanů míří na Západ hledat si nevěsty (2005)
- Největší básník jede stanovat s nejmenším básníkem (2006)
- Sestřičky (2006)
- Modelky – spoluautor Jan Krupa (2007)
- Lékařská záhada nosu Federica da Montefeltra, vévody z Urbina (2008, divadelní mystifikace)
- O králi, který proměnil svoji dceru ve zlato – spoluautor Jan Krupa (2008)
- Vůně třešňových květů – spoluautor Jan Krupa (2010)
- Večer umělců (2010)
- Zaječov 1968 (2013, napsáno na objednávku Teatr.doc a mezinárodní organizace pro lidská práva Obščestvo memorial v Moskvě)
- Bezesná noc (2014)
- Vojtěcha Barchovského bol, zmar a skon (2014, muzikálová inscenace podle autorovy stejnojmenné básnické sbírky)
- Služebníci Shakespearovi (2016, uvedeno pod názvem Like Shakespeare)
- Čaroděj ze země Oz (2016, adaptace)
- Brněnské krvák (2017, open-air)
- Pipi Dlouhá punčocha (2018, adaptace)
- Kráska a zvíře (2020)
- Hamlet on the Road (2021)
- Swing! Podle rytmu poznáte nás (2022)

### Rozhlasové hry
- Ave Maria (2007, Český rozhlas)

### Překlady divadelních her
- Eugene Ionesco – Scéna ve čtyřech, Pozdravy
- Samuel Beckett – Ukolébání
- Jean Tardieu – Symfonická rozmluva (spoluautor Jan Krupa)
- Robert Pinget – Tklivá píseň, Neodeslaný dopis (spoluautor Jan Krupa)
- Roland Dubillard – Pavlínin skeč (spoluautor Jan Krupa)